# Styringomyia spinicaudata
Styringomyia spinicaudata är en tvåvingeart som beskrevs av Alexander 1936. Styringomyia spinicaudata ingår i släktet Styringomyia och familjen småharkrankar. Inga underarter finns listade i Catalogue of Life.